# Мортагоново
Мортаго̀ново е село в Североизточна България. То се намира в община Разград, област Разград. Названието му произлиза от името Муртагон, с което Паисий Хилендарски нарича кан Омуртаг в История Славянобългарска.

## География
Село Мортагоново се намира в югоизточната част на Лудогорието, на 15 км източно от Разград. Разположението е на 350 м надморска височина. Землището на селото обхваща 25 512,52 дка. Жителите му наброяват 1167 души (2001 г.). На югозапад Мортагоново граничи със с. Ушинци (на около 6 км), на запад на около 4 км се намира с. Радинград и с. Недоклан на 7 км, на север на около 6 км отстои с. Ясеновец, на 10 км североизточно е с. Голям извор, а на 5 км на изток се намира с. Желязковец. През селото не минава централен път, като връзката с Радинград, Голям извор, Недоклан става по черни коларски пътища, а до Ушинци, Желязковец и Каменар – по асфалтови. На четири километра североизточно от селото преминава Железопътна линия 9, свързваща Русе и Варна.

### Геология, почви и води
Селото е разположено на три хълма, наричани от местното население „баири“. Територията на Мортагоново се намира в обхвата на Тетиската геосинклинала. Геоложкият строеж на нейната Севернобългарска плоча, в чиято област е селото, се характеризира с наличието на различни варовици – предимно бареми, мергели, глини и льосови скали. Варовиците са разработени в кариери и варовити пясъчници – северно от селото в местността Кариерата (Ташлъка). В съседство се намират кремъчни находища, които дават името на местностите Кремъчник (Чакмаклък) и Песъчливото (Кум коюсу). Мортагоново се намира в безводен край, беден на повърхностно течащи води, но подпочвените води са близо до повърхността. Селото и околностите му са богати на водоизточници, хванати в чешми и кладенци. Свободно изтичащи извори (кайнаци) има в местностите Лешниковия дол (Фъндъклъдере), Липовият извор (Оламбу кайнак) и Оврага (Айаджик). Единствената река на територията на селото и на землището му всъщност е отточна – тя събира водите си от чешмите и доловете на местностите Чортлен, Пчелина и Дренака. Тя е къса и маловодна и след 6 км ход на юг се влива в Бели Лом. Почвената покривка се обуславя от геоложкия строеж, геоморфоложкото, климатичното, хидроложкото и растителното разнообразие. Почвеният район на Мортагоново се състои от карнобатни черноземни, сиви горски почви, алувиално-делувиални ливадни почви. Разпространен е глинестият тип льос, който има жълтокафяв цвят. Средната му дебелина е 15 – 20 см. Той се среща предимно в местностите Момин рид, Широко поле (Къралан), Равното (Яйкън), Полегатото (Чаладжа), Белият хълм (Аккърджа) и Крушака (Армутлук).

### Климат
Климатът, към който се отнася селото, е умерено-континентален. Континенталността му тук е по-ясно изразена поради по-голямата надморска височина и откритост за безпрепятствено нахлуване на студени въздушни маси от североизток. Климатът е под влиянието на предбалканската котловинна подобласт, към която спада районът на Самуилските височини. Зимата е продължителна и студена, а лятото – горещо и сухо. Средната годишна температура на въздуха е 11 градуса. Най-високата температура в селото е 43 градуса, измерена през 2000 г., а най-ниската температура е измерена през 1996 г. -25 градуса. Валежите са под средните за страната. Максимумът им е през май – юни. Те са краткотрайни, локални, но често проливни, придружени с гръмотевици, а понякога и с градушки. През юли и особено в август обикновено настъпва суша. Най-големите засушавания са отбелязани за годините 1889, 1917, 1930, 1949, 1960, 2001 г. В резултат на сушата пресъхват селските чешми и населението черпи вода само от два кладенеца.
В района преобладават северните и западните ветрове, а през зимата – североизточните. Характерен за селото е югозападният вятър, наричан от местните хора „черния вятър“, който „пърли листата и тревата“ и пресушава водоизточниците. През летата на годините 1922, 1925, 1947, 1964 в резултат на проливни дъждове Мортагоново преживява силни наводнения, които събарят мостовете, стопански постройки, къщи и сгради. Наводнението през 1947 г. е предизвикано от пороен дъжд, залял през доловете Чортлен, Дренака, Кованлъка и Ковановския трап ниската част на селото. За района на Мортагоново градушките са често явление, но сериозни щети нанасят най-вече в годините 1902 и 1969, когато изцяло са унищожени лозята и всички посеви. Две земетресения – от декември 1941, август 1942 и 17 август 1999 г. не водят до жертви и щети, но Вранчанския земетръс от 4 март 1977 г. унищожава много къщи и селскостопански постойки.

### Флора и фауна
Природните условия, в които съществува селото, благоприятсват развитието на много и различни растителни и животински видове. Преобладават широколистните дървета габър, бук, дъб, ясен, дрян, липа в местностите Пустата гора, Дренака, Насрещната гора (Каршъ кору), гората Дервиш Али, Ястребов клюн (Атмаджа борун), Чортлен, гората зад линията, Пчелина (Кованлъка), Сунгура, Крушака, Под извора, Липака, Момин рид (Къз баир). Съществуващите иглолистни гори са изкуствени, залесявани през 1963 г. – Стефанова гора. Богатсвото на тревистите растения е представено от наличието на над 230 вида – момина сълза, метличина, диви карамфили, дилянка, офика, кокиче, минзухар, синчец, лисича опашка, гороцвет, коприва, магарешки бодил, раличка, червен мак, овча опашка, безсмъртниче, мащерка, подъбиче, жълт равнец, звъниче, орлов нокът, хмел, бял имел и други. Основни видове, съставляващи фауната в района на Мортагоново, са дивият заек, еленът, сърната, лисицата, чакалът, дивата свиня, фазанът, синигерът, славей, врабецът, щъркелът, лястовицата, враната, кълвачът, дивата патица, смокът, пепелянката, сладководната риба – таранка, ракът и др.

### Стопанство
Отглежданите селскостопански култури са пшеница, ечемик, царевица, ръж, захарно цвекло, картофи, слънчоглед, соя, фасул, зеленчуци, лозови насаждения, фуражни растения и др. От домашните животни преобладават кравата, свинята, овцата, конят, а от птиците – кокошката, патицата, гъската, пуйката. Предпочитанията на местното население при отглеждането на културните растения и селскостопанските животни през различните исторически периоди се променят в зависимост от съответните икономически дадености. Например докато в миналото са отглеждани повече пшеница, царевица, фасул, крави, коне, биволи, овце, сега превесът е даден и на слънчогледа, соята, реапкото, захарното цвекло, а от домашните животни – козите, магаретата, домашните зайци.

## История
В землището на Мортагоново има следи от човешки живот още от времето на палеолита. На три километра северно от селото, в местността Чакмаклъка, се намира кремъчно находище, което обхваща площ от над 10 дка. Теренът изобилства от кремъчни късове, някои от които носят следи от обработка – кремъчни отцепи, кремъци с отцепени от тях пластини. Обитателите на селищната могила на 3 км североизточно от селото в местността Дренака, са от епохата на късния енеолит. В подножието на споменатата селищна могила има извор с изобилна вода, а намерените кремъчни сечива, глинени мазилки от жилища, животински кости, кремъчни фрагменти, два каменни чука и др. сочат, че притежателите им са носители на развита енеолитна култура. Целият Разградски край е един от най-гъсто населените райони в българските земи през каменно-медната епоха. Благоприятните му геоклиматични условия са основният фактор за успешното развитие на земеделието и скотовъдството още през този ранен етап от развитието на човечеството.
Тракийската и елинистическата епоха в Мортагоново са представени с древната крепост в местността Калето – на 3 км северно от селото, на самия ръб на Лудогорското плато, на площ от около 10 дка. Крепостните стени, запазени сега като разсипи, са широки 10 м, високи 2 – 2,20 м, с обща дължина 540 м. От източната страна на крепостната стена има ров, дълбок 2 -2,50 м. Цялото пространство на крепостта е осеяно с дебелостенна тракийска керамика, изработена от сиво-черна глина, примесена с шамот и кварцови песъчинки. Отнася се към IV – III в. пр. Хр. На 3 км северно, в местността Липака има некропол от 6 могили, гробовете в които се отнасят към два периода – IV – III в. пр. Хр. и II – III в. след Хр. Некрополът вероятно е свързан с крепостта Калето. На 2,5 км югозападно от селото, в местността Карабалъ се намира каменна гробница. От намерените в нея части от бронзов шлем, железен нож, железен връх от копие, желязна юзда и желязна тока от конско снаряжение е очевидно, че се става въпрос за погребение на тракийски владетел-воин от IV в. пр. Хр. По всяка вероятност в местността Карабалъ има тракийски некропол от това време.

## Население
Численост на населението според преброяванията през годините:
| \| Година на преброяване \| Численост \| \| --------------------- \| --------- \| \| 1934 \| 1937 \| \| 1946 \| 1842 \| \| 1956 \| 1839 \| \| 1965 \| 1970 \| \| 1975 \| 1857 \| \| 1985 \| 1754 \| \| 1992 \| 1359 \| \| 2001 \| 1167 \| \| 2011 \| 1026 \| \| 2021 \| 872 \| |           |
| Година на преброяване | Численост |
| 1934 | 1937      |
| 1946 | 1842      |
| 1956 | 1839      |
| 1965 | 1970      |
| 1975 | 1857      |
| 1985 | 1754      |
| 1992 | 1359      |
| 2001 | 1167      |
| 2011 | 1026      |
| 2021 | 872       |

### Етнически състав
Преброяване на населението през 2011 г.
Численост и дял на етническите групи според преброяването на населението през 2011 г.:
|                     | Численост | Дял (в %) |
| Общо                | 1026      | 100.00    |
| Българи             | 45        | 4,38      |
| Турци               | 885       | 86.25     |
| Цигани              |           |           |
| Други               |           |           |
| Не се самоопределят | 8         | 0.77      |
| Неотговорили        | 50        | 4,9       |

## Културни и природни забележителности
- Читалище „Светлина“, регистрирано под номер 2698 в Министерство на културата на Република България. Към читалището действа библиотека, както и група за турски и български изворен фолклор. Адрес: ул. „Струма“ № 9, телефон/факс: +359 898 28153
- Целодневна детска градина „Радост“, ул. „Рожен“ № 18, телефон/факс: +359 8311 444. ЦДГ „Радост“ е целодневна детска градина с общинско финансиране.